# 桓魋
桓魋（かん たい）または向魋（しょう たい）は、春秋時代の宋の人物。兄は左師の向巣。弟は孔子の弟子の司馬耕（子牛）・向頎・向車。
紀元前500年、桓魋は宋の景公に気に入られていたので、景公の弟の公子地の所有していた白馬を欲しがり、景公はこれを桓魋に与えた。公子地は怒り、手下に桓魋を襲わせ白馬を取り返したので、桓魋は恐れて出奔しようとした。景公の同母弟の公子辰が取りなし、公子地を陳に出奔させ、景公にはこれを引き止めるように勧めた。しかし、景公は公子地を引き止めなかったので、結局公子辰も陳に出奔し、翌紀元前499年、公子地らとともに叛乱を起こした。
紀元前492年、孔子が曹を去って宋を訪れた際、司馬桓魋は孔子を憎み殺そうとして、大樹を引き抜いて襲った。しかし、孔子は逃れた。
紀元前484年、宋に出奔してきた衛の大叔疾が桓魋に玉を贈った。景公はこれを欲しがったが、桓魋は献上しなかったので、罪を得た。
紀元前482年、向巣が鄭を攻めたが、敗れて嵒において鄭軍に包囲された。桓魋はこれを救援したが、鄭の罕達が桓魋を捕らえた者に褒美を与えると布告したので、宋に敗走した。
紀元前481年、景公が桓魋を除こうとしたので、桓魋は曹に出奔して叛乱を起こした。向巣がその鎮圧に向かったが果たせず、桓魋のもとへ奔り、曹人を人質に取ろうとした。桓魋は同意しなかったが、曹人が反抗したので衛に移った。しかし衛でも桓魋の所持していた玉を狙われ、斉に逃れた。